# Snorrebaarduil
De snorrebaarduil (Xenoglaux loweryi) is een vogel uit de familie Strigidae (uilen). Deze uil werd in september 1976 met mistnetten gevangen op een regenachtige dag op een afgelegen plek op een oosthelling van de Andes in de provincie San Martín in Peru. In 1977 werd de soort door de onderzoekers zelf uitgebreid beschreven. In die tijd verwachtte men niet om een dergelijke opvallende nieuwe vogelsoort te kunnen beschrijven. De geslachtsnaam Xenoglaux is afgeleid van het Oudgrieks Xeno dat vreemd betekent en glaux,  uil. Loweryi is een eerbetoon aan hun mentor en vriend George H. Lowery.

## Kenmerken
Dit uiltje is 13 tot 14 cm lang. Het is een opmerkelijke, kleine uil met een korte staart. Opvallend zijn de lange "snorharen"  die rondom de snavelbasis en rond de ogen ontspringen en zo lang zijn dat ze over de rand van de kop uitsteken. De vogel is overwegend warmbruin van kleur, met een paar witte stippen aan de bovenkant en korte lichte wenkbrauwstrepen. De buik is lichter met een horizontaal patroon van fijne, bruine streepjes.

## Verspreiding en leefgebied
Deze soort is  alleen maar bekend van drie locaties op afgelegen berghellingen van de oostelijke Andes in de provincies San Martìn en de regio Amazonas  in Noord-Peru. Het leefgebied is de ondergroei van het nevelwoud op hoogten tussen de 1800 en 2400 meter boven zeeniveau. Mogelijk ook op lagere niveaus, mits daar nevelwoud aanwezig is.

## Status
De snorrebaarduil heeft een zeer beperkt verspreidingsgebied en daardoor is de kans op uitsterven aanwezig. De grootte van de populatie werd in 2016 door BirdLife International geschat op 250 tot 1000 volwassen individuen en de populatie-aantallen nemen af door habitatverlies. Het leefgebied wordt aangetast door ontbossing en de aanleg van wegen en uitbreiding van de menselijke bewoning. Om deze redenen staat deze soort als kwetsbaar op de Rode Lijst van de IUCN.